# Шаяхметова, Кунсулу Тургынбековна
Кунсулу Тургынбековна Шаяхметова (20 февраля 1978; село Тауагаш, Есильский район, Северо-Казахстанская область, Казахская ССР, СССР) — казахская актриса кино, театра и дубляжа.

## Биография
Кунсулу Тургынбековна Шаяхметова родилась в селе Тауагаш Есильского района Северо-Казахстанской области.
В 1995 по 1999 годы Окончила театрального факультета Казахский Государственный Театрально — Художественный институт имени Т. Жургенова.
Во время учебы в академии подрабатывала диктором в «Казах радио», была телеведущим информационно — музыкальной передачи «Таншолпан» на телеканале «Qazaqstan».
В 1999 году была принята в труппу Театра юных зрителей имени Г. Мусрепова.
С 2009 года актриса Казахский государственный академический театр драмы имени М. О. Ауэзова

## Основные роли на сцене

### Казахский государственный академический театр для детей и юношества имени Г. Мусрепова
- Карлыгаш в «Кыз Жибеке» Г. Мусрепова
- Зауре в «Пай пай молодожены»
- Мариям в спектакле «Голубое такси» и др.

### Казахский государственный академический театр драмы имени М. О. Ауэзова
- Мать в «Лихой године» М. Ауэзова (реж. А. Рахимов)
- Амина в комедии «Все же жив Ходжа Насреддин» Т. Нурмаганбетова
- Елена в комедии «Продайте мужа» М. Задорнова (реж. О. Кенебаев)
- Балхаш в «Одержимом» Д. Исабекова (реж. Е. Обаев)
- Улжалгас Копбаевна в спектакле «Вечер в Империи» С. Асылбекулы (реж. А. Какишева)
- Агафья Тихоновна в «Женитьбе» Н. Гоголя (реж. В. Захаров)
- Старушка в «Карагозе» М. Ауэзова (реж. Б. Атабаев)
- Танкабике в «Ночи лунного затмения» М. Карима
- Айгерим в реквиеме «Есть ли яд не испитый мной?» И. Гайыпа (реж. О. Кенебаев)
- Полицей в метафизической драме «И сниться жизнь» Ж. Ергалиева (реж. Е. Нурсултан) и мн. др.

## Награды и звания
- Медаль «За трудовое отличие» (20 мая 2025 года) — за особый вклад в развитие и пропаганду национальной культуры, выдающиеся достижения в сфере культуры и заслуги перед Республикой Казахстан[1].
- Нагрудный знак «Мәдениет саласының үздігі» Министерства культуры и спорта Республики Казахстан (28 ноября 2017 года).
- Приз «Самый лучший женский образ» в Международном театральном фестивале (2007).
- Лауреат театрального фестиваля «Театральная весна — 2011» посвященная Ш. Жандарбековой и «Театральная весна — 2012» посвященная С. Майкановой.